# Leptochilus petilus
Leptochilus petilus är en stekelart som beskrevs av Parker 1966. Leptochilus petilus ingår i släktet Leptochilus och familjen Eumenidae. Inga underarter finns listade i Catalogue of Life.